# Mochlus paedocarinatum
Espèce
Synonymes
- Lygosoma laeviceps paedocarinatum Lanza & Carfi, 1968
- Lygosoma paedocarinatum Lanza & Carfi, 1968

Mochlus paedocarinatum est une espèce de sauriens de la famille des Scincidae.

## Répartition
Cette espèce se rencontre dans le nord-ouest de la Somalie et dans les régions voisines d'Éthiopie.

## Publication originale
- Lanza & Carfi, 1968 : Gli scincidi della Somalia (Reptilia, Squamata). Monitore zoologico italiano, Nuova Serie, vol. 2, p. 207-260.